# Macaguán
Le macaguán (ou hitnü, jitnu) est une langue guahibane parlée en Colombie dans le département d'Arauca par 1 010 personnes, en grande partie monolingues.

## Écriture
| a | b | ch | e | h | i | j | k | l | m | n | o | p | r | rr | s | t | ts | u | ʉ | w | y |

## Phonologie

### Voyelles
|         | Antérieure  | Centrale    | Postérieure |
| ------- | ----------- | ----------- | ----------- |
| Fermée  | i [i] ĩ [ĩ] | ʉ [ɨ] ɨ̃ [ɨ̃] | u [u] ũ [ũ] |
| Moyenne | e [e] ẽ [ẽ] |             | o [o] õ [õ] |
| Ouverte |             | a [a] ã [ã] |             |

### Consonnes
|               |               | Bilabiale | Dentale | Latérale | Palatale | Vélaire | Glottale |
| ------------- | ------------- | --------- | ------- | -------- | -------- | ------- | -------- |
| Occlusives    | Sourdes       | p [p]     | t [t]   |          |          | k [k]   | [ʔ]      |
| Occlusives    | Sonores       | b [b]     |         |          |          |         |          |
| Fricatives    | Fricatives    |           | s [s]   |          |          |         | h [h]    |
| Affriquées    | Affriquées    |           | ts [t͡s] |          | ch [t͡ʃ]  |         |          |
| Nasales       | Nasales       | m [m]     | n [n]   |          |          |         |          |
| Liquides      | Liquides      |           | rr [r]  | r [ɾ]    |          |         |          |
| Semi-voyelles | Semi-voyelles | w [w]     |         |          | y [j]    |         |          |

## Typologie
Le macaguán est une langue SVO.